# 1997 FN
1997 FN är en asteroid i huvudbältet som upptäcktes den 22 mars 1997 av Beijing Schmidt CCD Asteroid Program vid Xinglong-observatoriet.
Asteroiden har en diameter på ungefär 14 kilometer.